# Vestfirðir
Vestfirðir (dansk: Vestfjordene) er en halvø i det nordvestlige Island og en af landets 8 landsvæði, som er landsdele eller regioner. Vestfirðir havde 2008 7.374 indbyggere og er delt i 10 kommuner (sveitarfélög). Arealet er 9 409 km². Vestfjordene er Islands tyndest befolkede egn, bortset fra højlandet.
Halvøen er forbundet med resten af Island med et ti kilometer bredt næs mellem Gilsfjörður og Bitrufjörður. Her er ikke mindre end et halvt hundrede større eller mindre fjorde og vige på forholdsvis lille område. Klippekysterne ved disse fjorde er gennemgående stejle og rejser sig hundreder af meter op fra havet til den tundra, der dækker det indre af landet. De fleste steder er der kun en smal landstribe mellem kystfjeldene og havet. Den stærkt indskårne kyst giver en usædvanlig lang kystlinje med meget store afstande mellem steder, der i luftlinje ikke ligger langt fra hinanden.
Landbrugslandet udgør kun 5% af Vestfirðir, men naturhavne i mange af fjordene og nærheden af fiskeområder gør, at fiskeri er vigtig for den lokale økonomi.  Vestfirðirs fiskerlejer er på grund af tilbagegang i fiskebestandene og dermed følgende kvotebegrænsninger, præget af tilbagegang, og man forsøger derfor at udvikle turisterhvervet.

## Bygder
Vestfjordenes største bygd er Ísafjörður med en befolkning på ca 2.785 indbyggere, og stedet er områdets handelsmæssige og administrative midtpunkt.
Bolungarvík, Þingeyri, Vesturbyggð, Suðureyri, Hólmavík, Tálknafjörður, Flateyri, Súðavík, Hnífsdalur, Bíldudalur, Reykhólar, Reykjanes.

## Turisme
Man kan køre fra Reykjavík ad den slyngede vej langs fjordkysterne eller man kan tage turen langs de sydlige Vestfjorde ad vejen eller med færgen Baldur fra byen Stykkisholmur i Vesturland over Breiðafjörður.
Besøg de mange små fiskerlejer, der ofte ligger tæt ved de stejle forrevne klippeskråninger.
Islands vestligste punkt, det 14 km lange og op til 450 m høje fuglefjeld Látrabjarg er en af verdens største havfuglekolonier med ynglende søpapegøjer, lomvier, alke, rider og mallemukker. På Látrabjargs yderste næs er der et fyrtårn.
Ísafjörður har en lang historie, og i århundreder var den et vigtigt center for handel og industri. Bygden har nogen af Islands ældste beboelseshuse, bygget af velhavende udenlandske handelsmænd i det 18. århundrede.
Der er regelmæssig bådforbindelse fra Ísafjörður til den 0,59 km² lille fugleø Vigur i fjorden Isafjarðardjúp.
På den sydvestlige del af halvøen Hornstrandir ligger Islands nordligste gletsjer, den 160-200 km² store og 925 m høje gletsjer Drangajökull.
Ved landevej nr. 60, 73 km fra Patreksfjörður ligger det 100 m høje vandfald Dynjandi, der spreder sig trappevist ned over fjeldsiden.
65°44′15″N 22°10′14″V / 65.7375°N 22.17056°V